# Melissa Lotholz
Melissa Lotholz (ur. 2 grudnia 1992 w Barrhead) – kanadyjska bobsleistka, srebrna medalistka mistrzostw świata.

## Kariera
Największy sukces w karierze osiągnęła w 2016 roku, kiedy wspólnie z Kaillie Humphries zdobyła srebrny medal w dwójkach podczas mistrzostw świata w Igls, rok później również z Kaillie zdobyły srebrny medal w miejscowości Königssee. W tej samej konkurencji była też między innymi siódma na rozgrywanych w 2015 roku mistrzostwach świata w Winterbergu. W zawodach Pucharu Świata zadebiutowała 13 grudnia 2014 roku w Lake Placid, zajmując piąte miejsce. Na podium po raz pierwszy stanęła 9 stycznia 2015 roku w Altenbergu, gdzie zajęła trzecie miejsce. Jak dotąd nie startowała na igrzyskach olimpijskich.